# Lovitura de stat din Thailanda din 2014
Pe 22 mai 2014, Forțele armate ale Thailandei, conduse de generalul Prayuth Chan-ocha, comandantul Forțelor armate terestre ale Thailandei, a lansat o lovitură de stat împotriva guvernului interimar din Thailanda, după șase luni de criză politică. Armata a fondat o juntă numită Consiliul Național pentru Menținerea Ordinii și a Păcii pentru a guverna națiunea. 
După dizolvarea guvernului și Senatului, Consiliul Național pentru Menținerea Ordinii și a Păcii l-a învestit cu puteri executive și legislative pe liderul său și a dispus puterii judecătorești să funcționeze în conformitate cu directivele sale. În plus, acesta a abrogat parțial Constituția din 2007, a declarat legea marțială și stare de asediu la nivel național, a interzis adunările politice, politicienii și activiștii împotriva loviturii de stat au fost capturați și reținuți, au impus cenzura pe Internet și au preluat controlul mass-media.

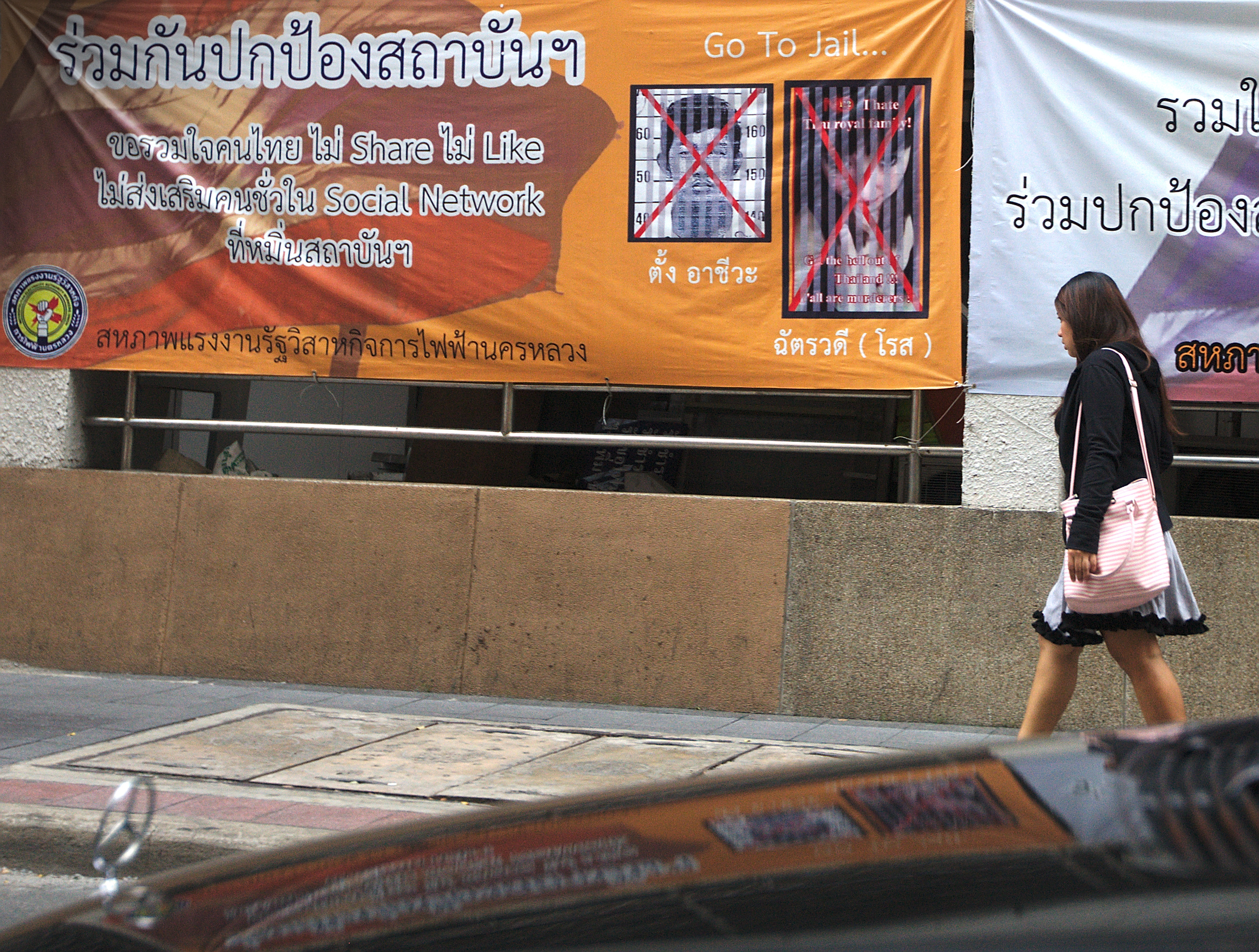
Banner în Bangkok, a observat pe 30 iunie 2014, informarea publicului că "similar" sau activitate "acțiune" pe social media le-ar putea ateriza în închisoare.

## Legături externe
- National Council for Peace and Order pe Facebook
- National Council for Peace and Order pe Twitter
- A collection of English news about the coup – Prachatai

Mai mult
- Catherine E. Shoichet (22 mai 2014). „Thailand coup: A cheat sheet to get you up to speed”. CNN.
- Chris Blake; Anuchit Nguyen (23 mai 2014). „Thai Coup Risks Clashes as Thaksin Camp Better Organized”. Bloomberg.
- Hilary Whiteman (22 mai 2014). „Thailand wakes to military rule: What it means”. CNN.
- Kate Hodal (23 mai 2014). „Coup needed for Thailand 'to love and be at peace again' - army chief”. The Guardian.
- Tay Hwee Peng (23 mai 2014). „Thailand coup: What commentators are saying about the crisis”. The Straits Times.
- „Thailand coup: Army chief shows ruthless streak”. The Straits Times. 23 mai 2014.
- Vitit Muntarbhorn (23 mai 2014). „Lessons of 'Black May' 1992 and the 2006 coup”. Bangkok Post.
- „Why is Thailand under military rule?”. BBC. 22 mai 2014.